# Hammada
Hammada és un petit gènere de plantes de la família de les amarantàcies i de la subfamília de les Salsoloideae on també es troben altres gèneres  pròpis d'indrets poc o molt àrids, rics en nitrats i amb una certa salinitat, com Salsola, Soda, Caroxylon, Halogeton...Tot ells pertanyien tradicionalment a la família de les quenopodiàcies, abans que el Grup per a la filogènia de les angiospermes proposés incloure tota aquesta família dins de les amarantàcies.

## Taxonomia
Hammada és un gènere poc clar on s'han descrit molts taxons que després s'han classificat com a sinònims. Tradicionalment contenia una dotzena de taxons de regions àrides del Nord d'Àfrica, Orient Mitjà... Un dels quals (Hammada articulata, el salat articulat) es pot trobar al sud dels Països Catalans, a les comarques d'Alacant.
Més recentment, basant-se en estudis moleculars i genètics, el Grup per a la filogènia de les angiospermes ha proposat desmembrar aquest gènere en altres més petits. Així, segons "Plants of the World Online", Hammada conté únicament 2 espècies acceptades que viuen entre Turquia i l'Uzbekistan.
Llavors, el salat articulat que descriu Oriol de Bolós i Josep Vigo i que segons Flora Ibèrica és sinònim de Haloxylon articulatum (Moq.) Bunge, podria correspondre, segons les fonts consultades, a Haloxylon salicornicum (Moq.) Bunge ex Boiss. (que segons POWO no viu a la península Ibèrica) o a Haloxylon tamariscifolium (L.) Pau que és un taxon descrit a la península Ibèrica i que el citen com a sinònim a la pròpia Flora dels Països Catalans.

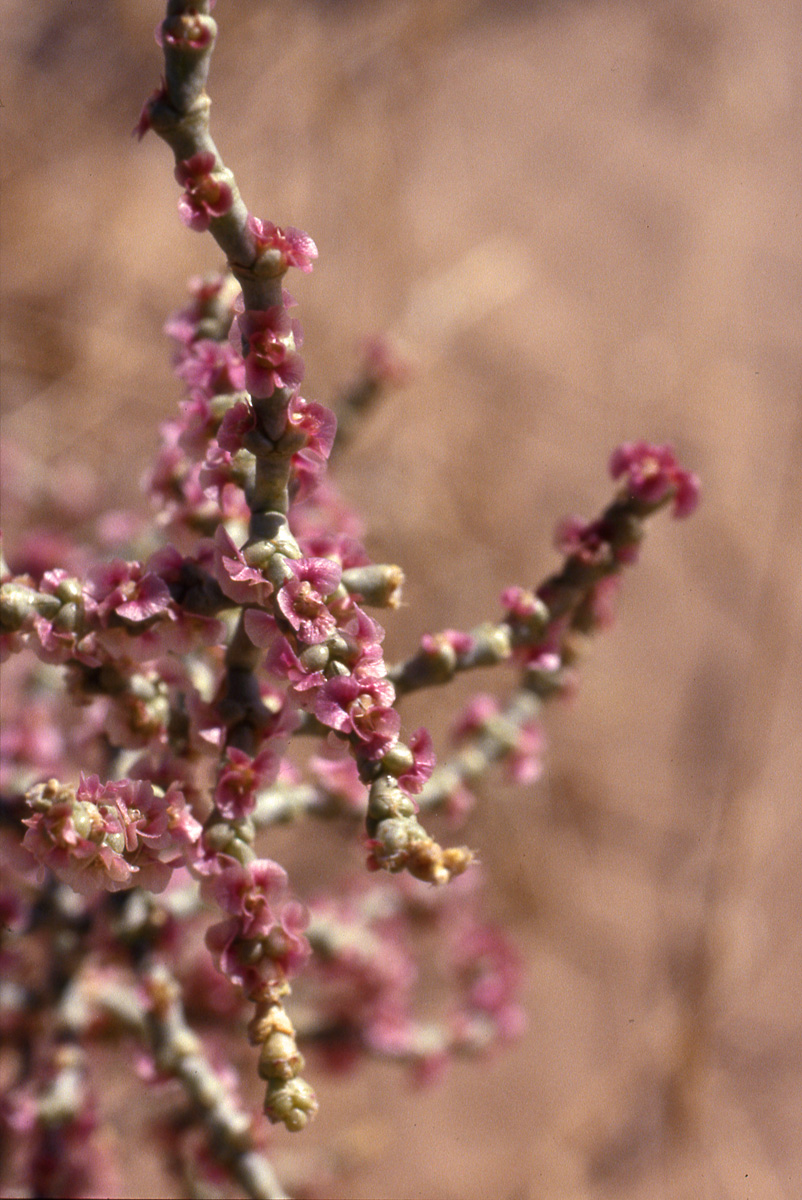
H.griffithii, Pakistan, tija articulada i fruits alats
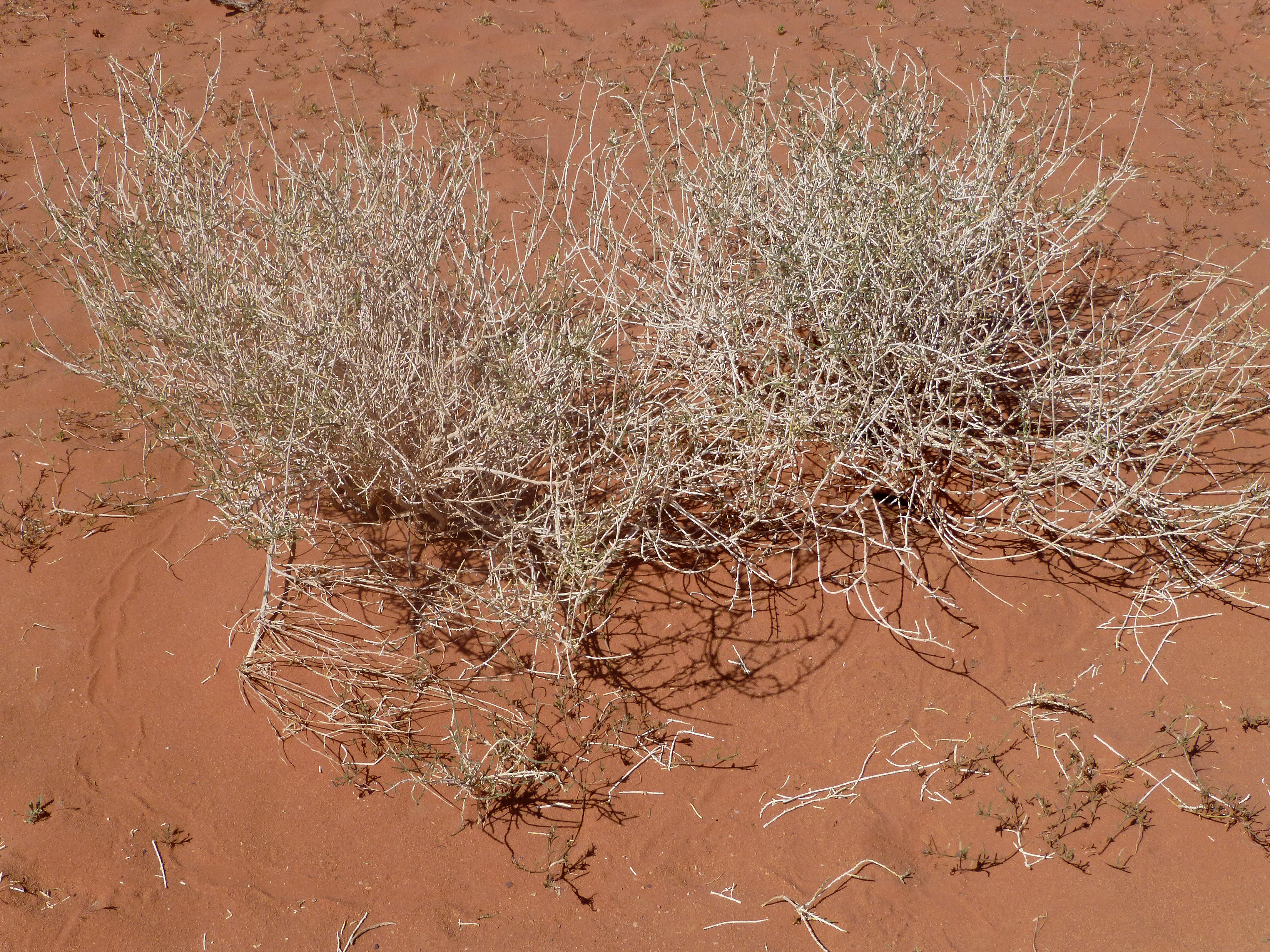
H.scoparia, desert de Wadi Rum (Jordania).
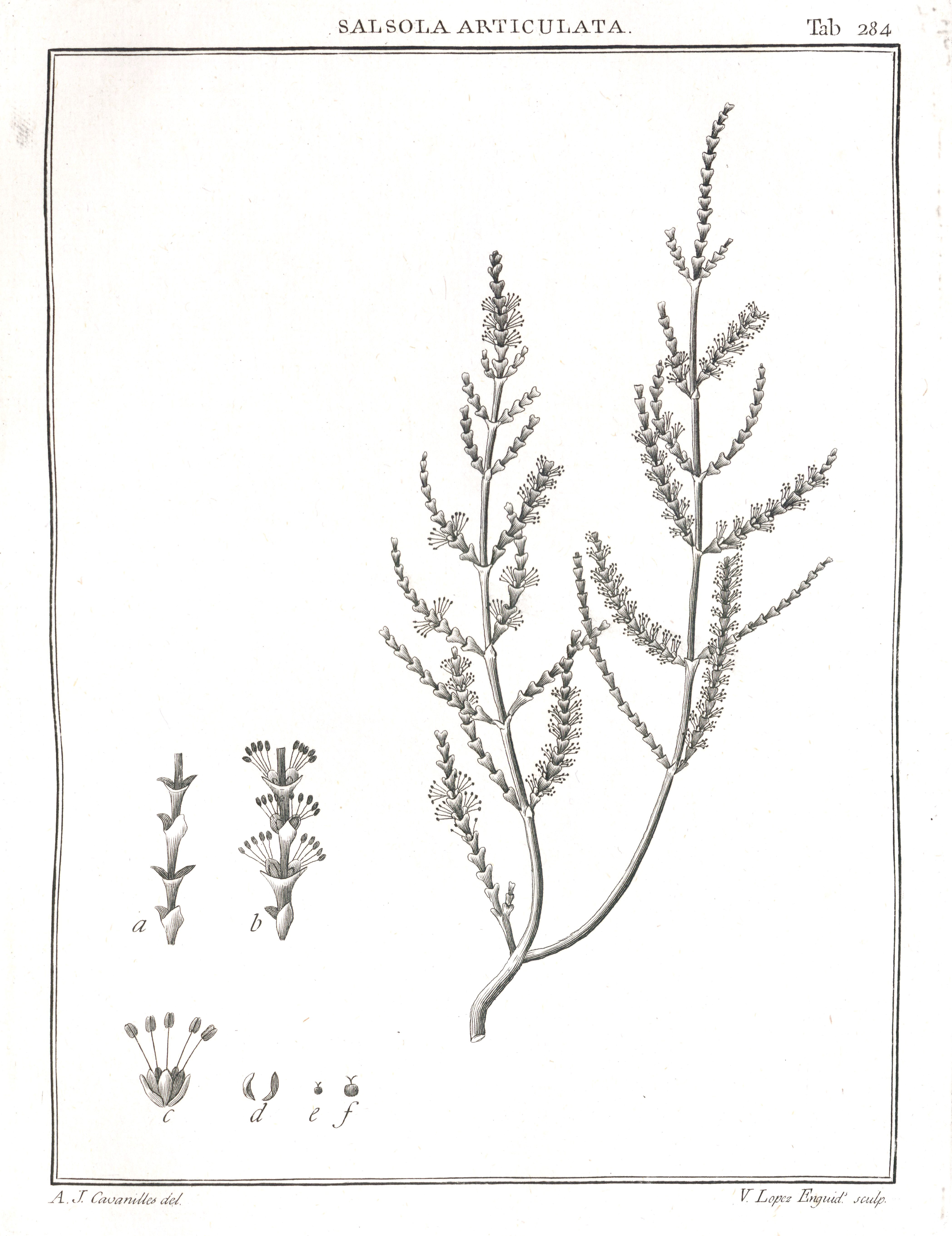
H.articulata, ilustració de 1794